# Société de capital risque
Une société de capital risque (SCR) est une société par actions dont les actionnaires sont des investisseurs en capital.
Son objet exclusif est la gestion d'un portefeuille de valeurs mobilières non cotées en bourse pour au moins 50 % de son actif net.
En contrepartie des risques qu'elle prend, la société de capital de risque bénéficie d'un régime fiscal avantageux, en fonction des pays.
En France, les SCR bénéficient sous certaines conditions d'un régime fiscal de faveur. En Europe, depuis la Directive sur les gestionnaires de fonds d’investissement alternatifs (2011), la plupart des SCR sont qualifiées de fonds d'investissement alternatifs et doivent être gérées par une société de gestion agréée par l'Autorité des marchés financiers (AMF), notamment lorsqu'elles comptent des investisseurs dits non professionnels.